# Matej Šebenik
Matej Šebenik (* 28. August 1983 in Ljubljana) ist ein slowenischer Schachspieler.
Er spielte für Slowenien bei sechs Schacholympiaden: 2002 (für die B-Mannschaft des Gastgeberlandes) und 2010 bis 2018. Außerdem nahm er viermal an den europäischen Mannschaftsmeisterschaften (2009, 2011, 2015 und 2017) und an mehreren Mitropapokalen (2003, 2005 bis 2008, 2012 und 2015) teil.
In Österreich spielte er für den SV Rapid Feffernitz, mit dem er 2016/17 österreichischer Mannschaftsmeister wurde. Luxemburgischer Mannschaftsmeister wurde er 2016/17 mit Gambit Bonnevoie.
Im Jahre 2003 wurde ihm der Titel Internationaler Meister (IM) verliehen, 2012 der Titel Großmeister (GM). Seit 2013 trägt er den Titel FIDE-Trainer. Er trainierte unter anderem Zala Urh.
| Hier fehlt eine Grafik, die leider im Moment aus technischen Gründen nicht angezeigt werden kann. Wir arbeiten daran! |